# Андраде, Мери
Мери Элизабет Фернандеш Андраде (порт. Mery Elizabeth Fernandes Andrade; род. 31 декабря 1975 года в Носса-Сеньора-да-Граса, муниципалитет Прая, Сантьягу, Кабо-Верде) — португальская профессиональная баскетболистка, выступала в женской национальной баскетбольной ассоциации. Была выбрана на драфте ВНБА 1999 года во втором раунде под общим 23-м номером командой «Кливленд Рокерс». Играла в амплуа лёгкого форварда. После окончания своей карьеры перешла на должность ассистента главного тренера студенческой команды «Сан-Диего Торерос». С 2023 года работает ассистентом главного тренера в клубе НБА «Торонто Рэпторс».

## Ранние годы
Мери Андраде родилась 31 декабря 1975 года в гражданском приходе Носса-Сеньора-да-Граса, на острове Сантьягу, муниципалитет Прая, Кабо-Верде, у неё есть младший брат, Карлос, который выступает в чемпионате Португалии за лиссабонскую «Бенфику».